# Ånsta församling
Ånsta församling var en församling i Strängnäs stift i Svenska kyrkan i Örebro kommun i Örebro län. Församlingen uppgick 1954 i Längbro församling.

## Administrativ historik
Församlingen har medeltida ursprung. Församlingen uppgick 1954 i Längbro församling.
Församlingen var före 1300 annexförsamling i pastoratet Längbro, Örebro och Ånsta för att därefter till 1 maj 1902 vara annexförsamling pastoratet Örebro, Ånsta och Längbro som även till 1878 omfattade Almby församling. Från 1 maj 1902 till 1954 var församlingen moderförsamling i pastoratet Ånsta, Längbro och Eker.

## Kyrkor
- Ånsta kyrka, som låg på kullen vid Nasta-Aspholmens industriområde, revs troligen på 1500-talet.